# Giże (Olecko)
Pour les articles homonymes, voir Giże.
Giże est un village polonais du district administratif d'Olecko, dans le powiat d'Olecko, voïvodie de Varmie-Mazurie, au nord-est du pays.